# Rock psychodeliczny
Rock psychodeliczny, rzadziej rock psychedeliczny (ang. psychedelic rock) – gatunek muzyczny powstały w połowie lat 60. XX wieku, równocześnie po obu stronach Atlantyku.

## Charakterystyka
Rock psychodeliczny silnie związany był zwłaszcza z ruchem hippisowskim, stanowiąc główny środek artystycznego wyrazu ideologii „Dzieci kwiatów”. Nazwa pochodzi zatem od tzw. psychodelików, substancji psychoaktywnych, które zbuntowana młodzież lat 60. zażywała w celu osiągnięcia odmiennych stanów świadomości. Rock psychodeliczny przyczynił się jednocześnie do powstania takich gatunków muzyki rockowej jak hard rock, rock progresywny czy nawet heavy metal. Za prekursora rocka psychodelicznego uważa się amerykański zespół The Charlatans, utworzony w 1964 w San Francisco. Działalność zespołu była bezpośrednią inspiracją dla utworzenia grupy Grateful Dead (wcześniej The Warlocks). Określenia „muzyka psychedeliczna” po raz pierwszy użyła grupa 13th Floor Elevators w wywiadzie udzielonym w 1966 i na swojej pierwszej płycie The Psychedelic Sounds of the 13th Floor Elevators (1966).
Pierwotnie rock psychodeliczny wywodził się z tradycyjnego rockandrolla oraz bluesa, odchodząc w stronę muzycznej awangardy, wzorców dalekowschodnich (np. ragi) a nawet muzyki elektronicznej i jazzu. Bardziej konwencjonalną odmianę psychodelicznego rocka stanowi acid rock. 
Samo określenie „psychodeliczny” oznacza „odkrywający umysł” odmienny stan świadomości, charakteryzujący się zwiększoną wrażliwością umysłu na wewnętrzne doznania i zewnętrzne bodźce. W istocie, w przypadku słuchaczy i zwykle twórców tej muzyki, stan ten wywołany był zażywaniem substancji psychoaktywnych jak np. marihuana, meskalina, LSD-25. Muzyka zaś starała się odzwierciedlić muzycznie stan człowieka pod wpływem psychodelików, głównie LSD.
Psychodeliczny rock charakteryzował się odejściem od tradycyjnej czterotaktowej struktury rockandrolla na rzecz swobodnych form muzycznych oraz od standardu trzyipółminutowej piosenki na rzecz dłuższych form, które na koncertach mogły się przekształcić w niekończące się jamy. Cechował się także wpływami jazzu i muzyki innych kultur, głównie indyjskiej (przejawiającymi się wprowadzeniem egzotycznych instrumentów, jak sitar) oraz poetyckimi tekstami, często mistycznymi lub surrealistycznymi, kojarzącymi się z wizjami.
Rock psychodeliczny wywarł wpływ na większość gatunków rocka dominujących w kolejnych dziesięcioleciach, zwłaszcza stał się prekursorem acid rocka i rocka progresywnego. W latach 90. XX wieku do nurtu rocka psychodelicznego nawiązała m.in. grupa Kula Shaker.

## Przedstawiciele
Pionierami psychodelicznego rocka byli 13th Floor Elevators, Janis Joplin, The Doors, Vanilla Fudge, The Great Society, Byrds i Grateful Dead. Innymi znanymi przedstawicielami byli Quicksilver Messenger Service, Iron Butterfly, Jimi Hendrix, Jefferson Airplane i Love w USA, wczesny Pink Floyd, Incredible String Band i  późny Pretty Things w Wielkiej Brytanii. Z psychodelią w pojedynczych utworach lub albumach eksperymentowało wiele innych grup, między innymi The Beatles, którzy wnieśli duży wpływ w jej spopularyzowanie, The Rolling Stones, Queen, Led Zeppelin, The Animals, The Beach Boys.

## Przykładowe albumy
Na łamach brytyjskiego magazynu „Q” opublikowano listę 40 najlepszych psychodelicznych albumów wszech czasów. W zestawieniu znalazły się:
1. Electric Ladyland – The Jimi Hendrix Experience
2. Forever Changes – Love
3. The Piper at the Gates of Dawn – Pink Floyd
4. The Psychedelic Sound of the 13th Floor Elevators – 13th Floor Elevators
5. Sgt. Pepper’s Lonely Hearts Club Band – The Beatles
6. Live/Dead(inne języki) – Grateful Dead
7. The Kinks Are the Village Green Preservation Society(inne języki) – The Kinks
8. We're Only in It for the Money – The Mothers of Invention
9. After Bathing at Baxter's – Jefferson Airplane
10. Oar – Alexander ‘Skip’ Spence
11. Ogdens’ Nut Gone Flake – Small Faces
12. Mutantes(inne języki) – Os Mutantes(inne języki)
13. Tangerine Dream (album)(inne języki) – Kaleidoscope (UK)
14. Electric Music for the Mind and Body(inne języki) – Country Joe & The Fish(inne języki)
15. Mr Fantasy – Traffic
16. Are You Experienced – The Jimi Hendrix Experience
17. Safe as Milk – Captain Beefheart and His Magic Band
18. The Who Sell Out – The Who
19. The 5000 Sprits of the Layers of the Onion – The Incredible String Band
20. Cheap Thrills – Big Brother and the Holding Company
21. I Had Too Much to Dream (Last Night)(inne języki) – The Electric Prunes
22. Mighty Baby(inne języki) – Mighty Baby(inne języki)
23. Twelve Dreams of Dr. Sardonicus(inne języki) – Sprit
24. Song Cycle(inne języki) – Van Dyke Parks(inne języki)
25. Smiley Smile – The Beach Boys
26. Volume Two – Soft Machine
27. Sunshine Superman(inne języki) – Donovan
28. Life After Death – Odessy And Oracle
29. Quicksilver Messenger Service – Quicksilver Messenger Service
30. Disraeli Gears – Cream
31. A Child's Guide to Good and Evil – The West Cost Pop Art Experimental Band
32. Psychedelic Shack(inne języki) – The Temptations
33. The Insect Trust(inne języki) – The Insect Trust(inne języki)
34. Goodbye and Hello – Tim Buckley
35. Strange Days – The Doors
36. Open – Julie Driscoll, Brian Auger & The Trinity(inne języki)
37. S.F. Sorrow – The Pretty Things
38. Outlander – Meic Stevens(inne języki)
39. Vincebus Eruptum(inne języki) – Blue Cheer
40. A Gift from Euphoria – Euphoria